# Liste der Kulturgüter in Vully-les-Lacs
Die Liste der Kulturgüter in Vully-les-Lacs enthält alle Objekte in der Gemeinde Vully-les-Lacs im Kanton Waadt, die gemäss der Haager Konvention zum Schutz von Kulturgut bei bewaffneten Konflikten, dem Bundesgesetz vom 20. Juni 2014 über den Schutz der Kulturgüter bei bewaffneten Konflikten sowie der Verordnung vom 29. Oktober 2014 über den Schutz der Kulturgüter bei bewaffneten Konflikten unter Schutz stehen.
Objekte der Kategorien A und B sind vollständig in der Liste enthalten, Objekte der Kategorie C fehlen zurzeit (Stand: 1. Januar 2023).

## Kulturgüter
| Foto |                                                                                   | Objekt | Kat. | Typ | Standort                                                     | Beschreibung                                                                                           |
| ---- | --------------------------------------------------------------------------------- | --- | ---- | --- | ------------------------------------------------------------ | --- |
| ja   | Datei hochladen · Wikidata zu Schloss Guévaux (Q2969375)                          | Schloss Guévaux mit Bauernhof, Weinpresse, Schuppen, Holzschuppen und Springbrunnen / Château de Guévaux avec ferme, pressoir, remise, bûcher et fontaine KGS-Nr.: 06330                | A    | G   | Mur, Route du Lac 570913 / 198609                            | |
| ja   | Datei hochladen · Wikidata zu Chabrey–Pointe de Montbec I (Q2947290)              | Pointe de Montbec, jungsteinzeitliche Seeufersiedlung / Pointe de Montbec, station lacustre néolithique KGS-Nr.: 09688                                                                  | A    | F   | Chabrey 564373 / 198434                                      | Teil des UNESCO-Welterbes «Prähistorische Pfahlbauten um die Alpen»                                    |
| BW   | Datei hochladen · Wikidata zu (Q29891638)                                         | Chenevières de Guévaux I, jungsteinzeitliche Seeufersiedlung / Chenevières de Guévaux I, station lacustre néolithique KGS-Nr.: 14693                                                    | A    | F   | Mur 570791 / 198297                                          | Teil des UNESCO-Welterbes «Prähistorische Pfahlbauten um die Alpen»                                    |
| ja   | Datei hochladen · Wikidata zu Schloss Cotterd (Q27926385)                         | Schloss Cotterd mit Nebengebäude, Wohnhaus, Wirtschaftsgebäude, Bedienstetenhaus und Brunnen / Château Cotterd avec dépendance, habitation et rural, communs et fontaine KGS-Nr.: 05938 | B    | G   | Bellerive, Cotterd 568377 / 196684                           | |
| BW   | Datei hochladen · Wikidata zu (Q29891657)                                         | Jungsteinzeitliche Seeufersiedlung / station lacustre néolithique KGS-Nr.: 05939 | B    | F   | Vallamand-Dessous 569650 / 197100                            | |
| ja   | Datei hochladen · Wikidata zu Schloss Salavaux mit Portal und Brunnen (Q29891646) | Schloss Salavaux mit Portal und Brunnen / Château Salavaux avec portail et fontaine KGS-Nr.: 06465                                                                                      | B    | G   | Salavaux, Route de Villars-le-Grand 16a, 16b 567970 / 196391 | |
| ja   | Datei hochladen · Wikidata zu Schloss (Q29891636)                                 | Schloss / Château KGS-Nr.: 06545 | B    | G   | Villars-le-Grand, Chemin des Vergers 2 565846 / 195094       | |
| ja   | Datei hochladen · Wikidata zu Reformierte Kirche Saint-Veran (Q29891645)          | Reformierte Kirche Saint-Veran / Église réformée Saint-Veran KGS-Nr.: 14556 | B    | G   | Cotterd, Chemin des Vignes 49 568562 / 196808                | |
| ja   | Datei hochladen · Wikidata zu Pfarrhaus (Q29891641)                               | Pfarrhaus / Cure KGS-Nr.: 14557 | B    | G   | Cotterd, Cotterd 27 568326 / 196696                          | |
| BW   | Datei hochladen · Wikidata zu Schloss Vallamand (Q29891655)                       | Schloss Vallamand / Château de Vallamand KGS-Nr.: 14558 | B    | G   | Vallamand-Dessous, Route du Lac 20 569449 / 197257           | Bewohner war bis 2021 der Holländisch-Schweizerische Künstler, Verleger und Fernsehmoderator Ted Scapa |
| ja   | Datei hochladen · Wikidata zu Schule (Q29891643)                                  | Schulhaus / École KGS-Nr.: 14559 | B    | G   | Cotterd, Cotterd 31 568291 / 196662                          | |
| ja   | Datei hochladen · Wikidata zu Saint-Laurent-Turm (Uhrenturm) (Q29891653)          | Saint-Laurent-Turm (Uhrenturm) / Tour Saint-Laurent (tour d’horloge) KGS-Nr.: 14760 | B    | G   | Villars-le-Grand, Ruelle de la Tour 1.1 565827 / 195038      | |
| ja   | Datei hochladen · Wikidata zu Reformierte Kirche (Q29891651)                      | Reformierte Kirche / Temple KGS-Nr.: 14761 | B    | G   | Villars-le-Grand, Ruelle du Temple 5.1 565845 / 194796       | |